# Amadeu II de Genebra
Amadeu II de Genebra (?- †1308) é filho de Rudolfo I de Genebra e de Maria de la Tour-du-Pin. Era o irmão mais novo de Aimão e como ele será Conde de Genebra  a partir da morte dele em 1280. 

## Família
Amadeu casa-se com Agnes de Challon de quem tiveram ; Hugo, Joana, o  que será Guilherme III de Genebra, e  Amadeu que será bispo de Toul  .

## História
Em Junho de 1282 em Versoix, Amadeu e Beatriz "a Grande Delfina", mulher de Gastão VII de Béarn, concordaram em que todas as possessões que o pai e do avô de Amadeu, respectivamente Rudolfo e Guilherme, que deveriam ser dadas a Pedro II de Saboia deveriam retroceder a Genebra o que finalmente não era pior para Amadeu II, até porque creava ao mesmo tempo uma aliança defensiva e de cooperação contra a Casa de Saboia. Este contracto entre Amadeu e Beatriz foi aprovado pelo Bispo de Genebra. O privilégio de arbitro entre eles ficou a cargo de Humberto I de La Tour-du-Pin, que era o cunhado de Beatrix como marido da sua filha Ana. O tratado não demorou a ser rompido e depois de várias guerras o Bispo de Genebra acaba por fazer as pazes com Filipe I de Saboia >
Amadeu V de Saboia depois de negociações com o Bispo de Genebra, declara-se protector de Genebra a 1 Out. 1285 ultrapassando a autoridade dos Condes de Genebra, Depois de ter derrotado o Delfim de Viennois em Bellecombe, obriga o Delfim  e o Conde de Genebra a serem seus vassalos segundo o Tratado de Annemasse .
| Antecessor         | Amadeu II de Genebra (? - † ?1308) | Sucessor                 |
| ------------------ | ---------------------------------- | ------------------------ |
| Aimão I de Genebra | Conde de Genebra 1280 - 1308       | Guilherme III de Genebra |